# Niedergesteln
Pour les articles homonymes, voir Châtillon.
Niedergesteln (Châtillon-le-Bas en français) est une commune située dans le canton du Valais en Suisse, située dans le demi-district de Rarogne occidental.

## Géographie
La commune de Niedergesteln se trouve dans le demi-district de Rarogne occidental, dans le canton du Valais. Le village est adossé à une pente rocheuse, dans la haute vallée du Rhône.
Le territoire de Niedergesteln s'étend sur 17,43 km2. Lors du relevé de 2013-2018, les surfaces d'habitations et d'infrastructures représentaient 4,8 % de sa superficie, les surfaces agricoles 10,3 %, les surfaces boisées 29,9 % et les surfaces improductives 55,4 %.

## Toponymie
Le nom de la commune est attesté en 1179-1184 comme « Chastellon », en 1224 comme « Castellion » et en 1420 comme « Castellio Inferior ». Son ancien nom français est « Châtillon-le-Bas ».
« Niedergesteln » est composé du préfixe « Nieder- », ajouté au XVe siècle pour le différencier la commune de Obergesteln, et de « Gesteln ». Ce dernier correspond au diminutif latin « castellum » signifiant « camp fortifié » ou « château ». Le nom aurait été adopté au IXe siècle après l'immigration alémanique dans le Haut-Valais.

## Histoire

Photo aérienne (1955).

Le castrum en pierre, le long de l'ancienne grande route sur la rive droite du Rhône, a peut-être été fondé par des marchands savoyards. Dès la fin du XIIe siècle, Niedergesteln est un fief épiscopal et une châtellenie des barons de la Tour-Châtillon. Ils édifient dans le deuxième quart du XIIIe siècle le château de Châtillon, avec sa tour ronde, sur un contrefort rocheux du voisinage. En 1375, les cinq dizains supérieurs du Valais occupent le Lötschental et chassent les seigneurs de la Tour, qui vendent leurs biens et leurs droits à Niedergesteln aux comtes de Savoie. En 1384, les dizains détruisent le château, cédé entre-temps à l'évêque de Sion, et en font une châtellenie contre la volonté de l'évêque en 1430. Les sujets rachètent les droits du château en 1790. Avant 1798, Niedergesteln forme avec Lötschen et Benken (Steg-Hohtenn) le tiers inférieur du dizain de Rarogne. Les statuts communaux datent de 1564 ; l'hôtel de ville est mentionné en 1606. L'église paroissiale Notre-Dame, documentée en 1310, est dédiée à Notre-Dame du Mont-Carmel depuis 1704 environ. Entre 1248 environ et 1607, la paroisse est un prieuré de l'abbaye de chanoines d'Abondance (Savoie), vraisemblablement fondée par Gérold de la Tour ; le prieur possède du XIVe siècle à 1798 la petite châtellenie de Giesch. Eischoll en 1766, Steg et Hohtenn en 1913 se séparent de la paroisse de Niedergesteln. En 1852 et 1860 seulement, Niedergesteln, Steg et Hohtenn se répartissent définitivement forêts et biens communaux. Après l'assainissement de la plaine du Rhône au milieu du XIXe siècle, les habitants de hameaux comme Ladu, Brägji et Tatz accrochés au versant de la montagne descendent peu à peu s'établir dans le village. Au XXe siècle, les fabriques environnantes, en particulier l'usine d'aluminium de Steg ouverte en 1963, créent des emplois qui s'ajoutent à ceux de l'agriculture. Le terrain communal au-dessus de la ligne du chemin de fer Berne-Lötschberg-Simplon fait partie depuis 2001 de la zone Jungfrau-Aletsch-Bietschhorn inscrite au patrimoine mondial de l'Unesco.

## Démographie

### Évolution de la population
Niedergesteln compte 743 habitants au 31 décembre 2022 pour une densité de population de 43 hab/km2. Sur la période 2010-2019, sa population a augmenté de 7,7 % (canton : 10,5 % ; Suisse : 9,4 %).  

### Pyramide des âges
En 2020, le taux de personnes de moins de 30 ans s'élève à 29,6 %, au-dessous de la valeur cantonale (31,7 %). Le taux de personnes de plus de 60 ans est quant à lui de 25,6 %, alors qu'il est de 26,6 % au niveau cantonal.
La même année, la commune compte 378 hommes pour 366 femmes, soit un taux de 50,8 % d'hommes, supérieur à celui du canton (49,6 %).
| Hommes | Classe d’âge | Femmes |
| ------ | ------------ | ------ |
| 1,1    | 90 ans ou +  | 1,1    |
| 5,8    | 75 à 89 ans  | 7,4    |
| 17,7   | 60 à 74 ans  | 18,0   |
| 27,2   | 45 à 59 ans  | 24,3   |
| 19,6   | 30 à 44 ans  | 18,6   |
| 13,5   | 15 à 29 ans  | 15,0   |
| 15,1   | - de 14 ans  | 15,6   |

| Hommes | Classe d’âge | Femmes |
| ------ | ------------ | ------ |
| 0,5    | 90 ans ou +  | 1,2    |
| 7,5    | 75 à 89 ans  | 9,4    |
| 16,8   | 60 à 74 ans  | 17,7   |
| 22,2   | 45 à 59 ans  | 21,7   |
| 20,3   | 30 à 44 ans  | 19,4   |
| 17,7   | 15 à 29 ans  | 16,6   |
| 14,9   | - de 14 ans  | 14,1   |

## Culture et patrimoine

### Patrimoine bâti
Le Château de Châtillon (Gestelnburg en allemand), situé sur les hauts du village, est un bien culturel d'importance nationale. Il est fouillé et partiellement restauré entre 1984 et 1993 avec la participation de la fondation Pro Castellione.
La localité fait partie de l'association Les plus beaux villages de Suisse depuis 2022.

### Héraldique
| Blason | Blasonnement : « Parti d'azur à la maison haute d'argent ajourée de sable, posée sur trois coupeaux de sinople, et de gueules à deux sabres d'argent garnis d'or, croisés en sautoir et cantonnés de trois étoiles à six rais du même. » |

Les armoiries de Niedergesteln sont adaptées d'un drapeau du XIXe siècle. La tour est une représentation du clocher de l'église locale. Les sabres rappellent la bataille d'Ulrichen de 1211.